# 托爾韋斯市 (塔奇拉州)

托爾韋斯市（西班牙語：Municipio Torbes），是委內瑞拉的一個市，位於該國西南部塔奇拉州，首府設於聖霍塞西托，面積110平方公里，海拔高度620米，2011年人口54,326，人口密度每平方公里493.87人。